# Пустотність гірських порід
Пустотність –
- 1) Наявність у гірській породі порожнин різних розмірів і обрисів, які утворюють пори, каверни, тріщини і ін. Син. у нафтовій і газовій геології — ємність колектора.

- 2) Сумарний об'єм усіх пустот, включаючи пори й тріщини у гірській породі, виражений у % до загального об'єму чи в одиницях об'єму на одиницю маси. Розрізняють пустотність абсолютну, відкриту (наявність у гірській породі сполучених між собою порожнин різних розмірів і обрисів), первинну, вторинну, загальну (повну), тріщинну (тріщинуватість), фізичну.

## ПУСТОТНІСТЬ ПЕРВИННА
ПУСТОТНІСТЬ ПЕРВИННА — пустотність (пористість), яка виникла одночасно з утворенням гірської породи. До неї відносять пустоти між зернами і частинками, що складають породу, проміжки між пластинами нашарування, пухирці і пори в деяких вивержених породах. Син. — сингенетична пустотність.

## ПУСТОТНІСТЬ ПОВНА
ПУСТОТНІСТЬ ПОВНА — пустотність породи-колектора, яка містить в собі абсолютно всі види пустот (відкриті і закриті), незалежно від їх форми, взаємного розташування і умов утворення. Син. — абсолютна пустотність, загальна пустотність, фізична пустотність.